# Pavel Zavadil
Pavel Zavadil (* 30. dubna 1978 Olomouc) je český fotbalový trenér, který naposledy vedl 1. SK Prostějov, a bývalý profesionální fotbalista, který hrával na pozici středního záložníka. Svoji hráčskou kariéru ukončil v létě 2022, a to v dresu Zbrojovky Brno.
V zahraničí působil na klubové úrovni v Izraeli, Řecku a Švédsku.

## Klubová kariéra

### FC Zbrojovka Brno
Během svého působení v tomto celku patřil k oporám týmu a tvůrcům hry. Dne 29. dubna 2013 v dohrávce 25. ligového kola se podílel na otočení výsledku proti Baníku Ostrava na konečných 2:1. V 82. minutě se trefil z přímého kopu a vyrovnával na průběžných 1:1. Po tomto výsledku mělo Brno blízko k záchraně v Gambrinus lize.

### SFC Opava
Po sezoně 2016/17 přestoupil kapitán moravského týmu FC Zbrojovka Brno do slezského tehdy druholigového týmu SFC Opava.
V létě 2017 zamířil do Opavy, které pomohl k návratu do první ligy. Tvůrce hry 26. května 2020 prodloužil s Opavou smlouvu o další rok do června 2021. Součástí nového kontraktu byla i klauzule o tom, že bude moci v klubu působit i po skončení hráčské kariéry.
Dne 3. října 2020 se v zápase Opavy proti Teplicím stal historicky nejstarším hráčem české první ligy, který nastoupil k soutěžnímu zápasu, ve věku 42 let, 5 měsíců a 4 dní. Rekord následně ještě vylepšil na 42 let, 7 měsíců a 5 dnů.
Zavadil ukončil svoji hráčskou kariéru 18. prosince 2020. 13. ledna 2021 se stal sportovním manažerem SFC Opava. Ve funkci vydržel pouhé 4 měsíce, protože 5. května 2021 byl odvolán.

### Zbrojovka Brno (návrat)
V létě 2021 je Zavadil vrátil zpátky na fotbalové hřiště, když podepsal jednoletý kontrakt s druholigovou Zbrojovkou Brno. S klubem se mu podařilo postoupit zpátky do nejvyšší soutěže a po sezóně 2021/22 již podruhé ukončil svou hráčskou kariéru.

### Klubové statistiky
Aktuální k datu : 01.07.2017
| Sezona  | Klub                 | Země    | Soutěž  | Zápasy | Góly |
| ------- | -------------------- | ------- | ------- | ------ | ---- |
| 1995/96 | SK UNEX Uničov       | Česko   | MSFL    | -      | 0    |
| 1996/97 | SK UNEX Uničov       | Česko   | MSFL    | -      | 0    |
| 1997/98 | SK UNEX Uničov       | Česko   | MSFL    | -      | 3    |
| 1998/99 | SK Sigma Olomouc B   | Česko   | MSFL    | -      | 6    |
| 1998/99 | SK Sigma Olomouc     | Česko   | 1. liga | 2      | 0    |
| 1999/00 | SK Baník Ratíškovice | Česko   | 2. liga | 15     | 0    |
| 1999/00 | FC Petra Drnovice    | Česko   | 1. liga | 9      | 0    |
| 2001/02 | FK Drnovice          | Česko   | 1. liga | 30     | 1    |
| 2001/02 | FK Drnovice          | Česko   | 1. liga | 4      | 0    |
|         | AC Sparta Praha      | Česko   | 1. liga | 9      | 0    |
| 2002/03 | AC Sparta Praha      | Česko   | 1. liga | 1      | 0    |
|         | FK Marila Příbram    | Česko   | 1. liga | 14     | 1    |
| 2003/04 | FK Marila Příbram    | Česko   | 1. liga | 15     | 5    |
|         | Makabi Haifa FC      | Izrael  | 1. liga | 10     | 1    |
| 2004/05 | FC Baník Ostrava     | Česko   | 1. liga | 14     | 0    |
| 2005    | Mjällby AIF          | Švédsko | 2. liga | 12     | 5    |
| 2006    | Östers IF            | Švédsko | 1. liga | 23     | 2    |
| 2007    | Östers IF            | Švédsko | 2. liga | 23     | 7    |
| 2008    | Örgryte IS           | Švédsko | 2. liga | 26     | 7    |
| 2009    | Örgryte IS           | Švédsko | 1. liga | 27     | 1    |
| 2010    | Örgryte IS           | Švédsko | 2. liga | 27     | 4    |
| 2011    | Mjällby AIF          | Švédsko | 1. liga | 27     | 1    |
| 2012    | Mjällby AIF          | Švédsko | 1. liga | 3      | 0    |
| 2012/13 | FC Zbrojovka Brno    | Česko   | 1. liga | 29     | 4    |
| 2013/14 | FC Zbrojovka Brno    | Česko   | 1. liga | 26     | 3    |
| 2014/15 | FC Zbrojovka Brno    | Česko   | 1. liga | 26     | 4    |
| 2015/16 | FC Zbrojovka Brno    | Česko   | 1. liga | 21     | 4    |
| 2016/17 | FC Zbrojovka Brno    | Česko   | 1. liga | 16     | 2    |
|         | CELKEM I. A II. LIGY |         |         | 409    | 52   |

## Trenérská kariéra
Zavadil se po ukončení své hráčské kariéry v prosinci 2020 v dresu Opavy stal v lednu 2021 sportovním manažerem slezského klubu. Ve funkci vydržel pouhé 4 měsíce, protože 5. května 2021 byl odvolán.
V létě 2022 převzal TJ Řepiště, hrající přebor Moravskoslezského kraje. S klubem postoupil z prvního místa do Divize F. V srpnu 2023 realizační tým oznámil, že z důvodu dlouhodobých neshod s vedením TJ Řepiště se členové A-týmu rozhodli nenastoupit k zápasu domácího poháru proti Prostějovu. Duel tak Řepiště odehrálo s hráči B-týmu a dorostenci, utkání skončilo vysokou prohrou Řepiště 26:0. Na konci srpna Zavadil na lavičce Řepiště skončil.
V září 2023 převzal Zavadil druholigový Prostějov spolu se spolutrenérem Josefem Mazurou. Během zimní přípravy v lednu 2024 byla trenérská dvojice po pouhých 9 soutěžních utkáních z funkce odvolána, poslední tým druhé fotbalové ligy to uvedl na klubovém webu.